# Ortacesus
Ortacesus település Olaszországban, Szardínia régióban, Cagliari megyében. Lakosainak száma 873 fő (2023. január 1.). Ortacesus Barrali, Guasila, Sant’Andrea Frius, Selegas, Senorbì, Guamaggiore és Pimentel községekkel határos.

## Népesség
A település lakossága az elmúlt években az alábbi módon változott:
| Lakosok száma | 946  | 917  | 873  |
|               | 2017 | 2018 | 2023 |